# Spoorlijn Haguenau - Hargarten-Falck
De Spoorlijn Haguenau - Hargarten-Falck is een Franse spoorlijn van Haguenau naar Falck. De lijn is 125,8 km lang en heeft als lijnnummer 159 000.

## Geschiedenis
De lijn werd in verschillende gedeeltes geopend door de Chemins de fer de l'Est, van Haguenau naar Niederbronn-les-Bains op 19 december 1864, van Sarreguemines naar Béning op 16 december 1865 van Béning naar Carling op 1 mei 1866 en als laatste van Niederbronn-les-Bains naar Sarreguemines op 8 december 1869. Na de Frans-Duitse oorlog van 1870 werd het gedeelte tussen Carling en Hargarten-Falck geopend door de Reichseisenbahnen in Elsaß-Lothringen op 1 mei 1882.
Reizigersverkeer tussen Niederbronn-les-Bains en Bitche werd opgeheven op 3 mei 1966, tussen Béning en Hargarten-Falck op 4 juli 1971 en tussen Bitche en Sarreguemines op 18 december 2011. Tussen Niederbronn-les-Bains en Bitche vind ook geen goederenvervoer meer plaats sinds 29 september 1996. Tussen Bitche en Sarreguemines is dit in 2013 opgeheven.

## Treindiensten
De SNCF verzorgt het personenvervoer op dit traject met TER treinen tussen Haguenau en Niederbronn-les-Bains en tussen Sarreguemines en Béning. 
| Serie      | Treinsoort | Route                                                           | Bijzonderheden |
| ---------- | ---------- | --------------------------------------------------------------- | -------------- |
| TER 832900 | TER (SNCF) | Strasbourg-Ville – Haguenau – Niederbronn-les-Bains             |                |
| TER 834850 | TER (SNCF) | Metz-Ville – Faulquemont – Saint-Avold – Béning – Sarreguemines |                |

## Aansluitingen
In de volgende plaatsen was of is er een aansluiting op de volgende spoorlijnen:
Haguenau
RFN 146 000, spoorlijn tussen Vendenheim en Wissembourg
RFN 150 000, spoorlijn tussen Hagenau en Roeschwoog
Schweighouse-sur-Moder
RFN 160 000, spoorlijn tussen Steinbourg en Schweighouse-sur-Moder
RFN 160 999, raccordement militaire van Schweighouse-sur-Moder
Mertzwiller
RFN 153 000, spoorlijn tussen Mertzwiller en Seltz
Sarreguemines
RFN 161 000, spoorlijn tussen Mommenheim en Sarreguemines
RFN 163 000, spoorlijn tussen Sarreguemines en Sarreguemines grens
RFN 168 000, spoorlijn tussen Berthelming en Sarreguemines
RFN 170 000, spoorlijn tussen Sarreguemines en Bliesbruck
Béning
RFN 172 000, spoorlijn tussen Rémilly en Stiring-Wendel
Hargarten-Falck
RFN 174 000, spoorlijn tussen Metz-Ville en Hargarten-Falck

## Galerij

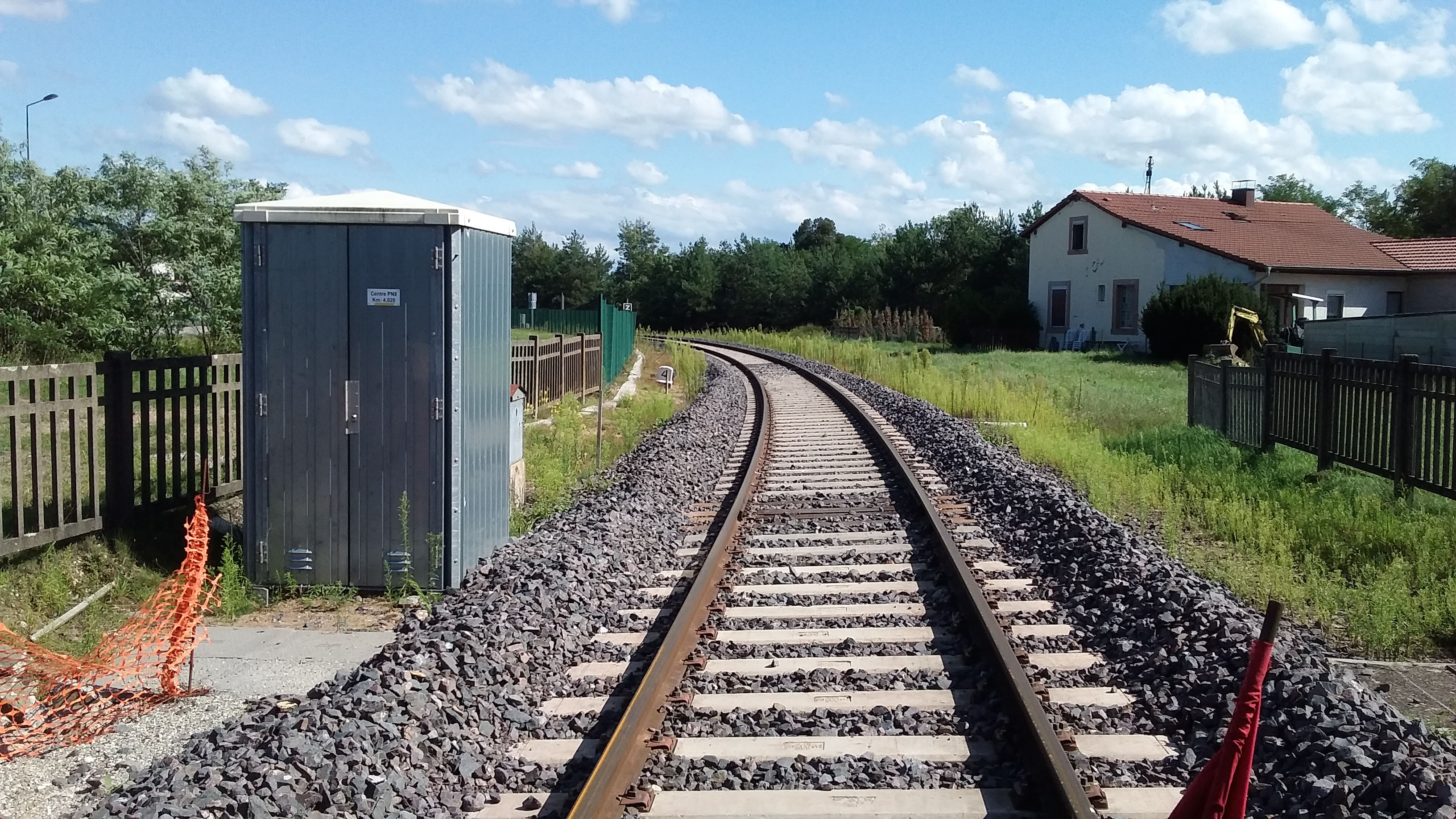
De lijn bij Schweighouse-sur-Moder.
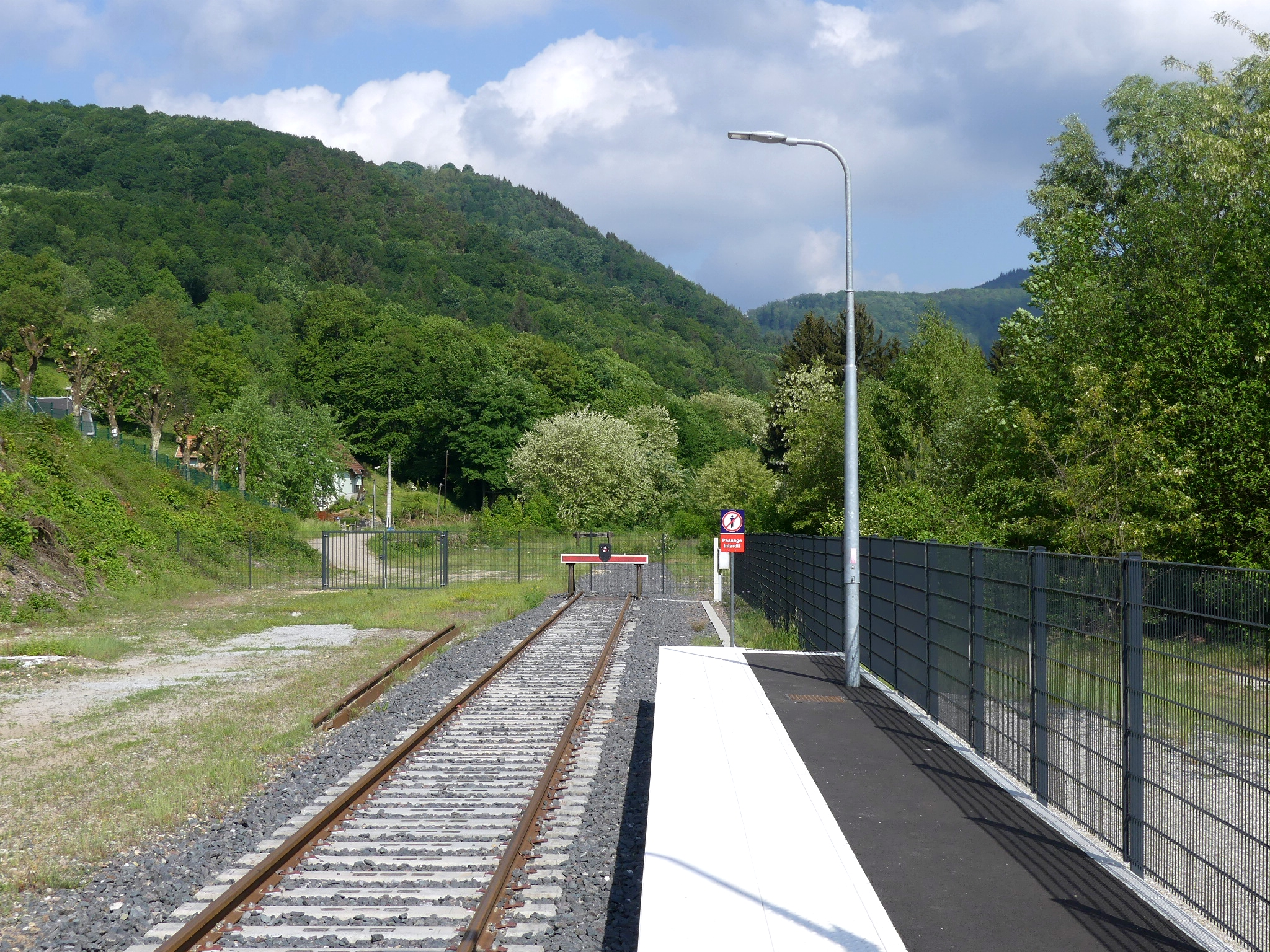
Huidig eindpunt bij Niederbronn-les-Bains.
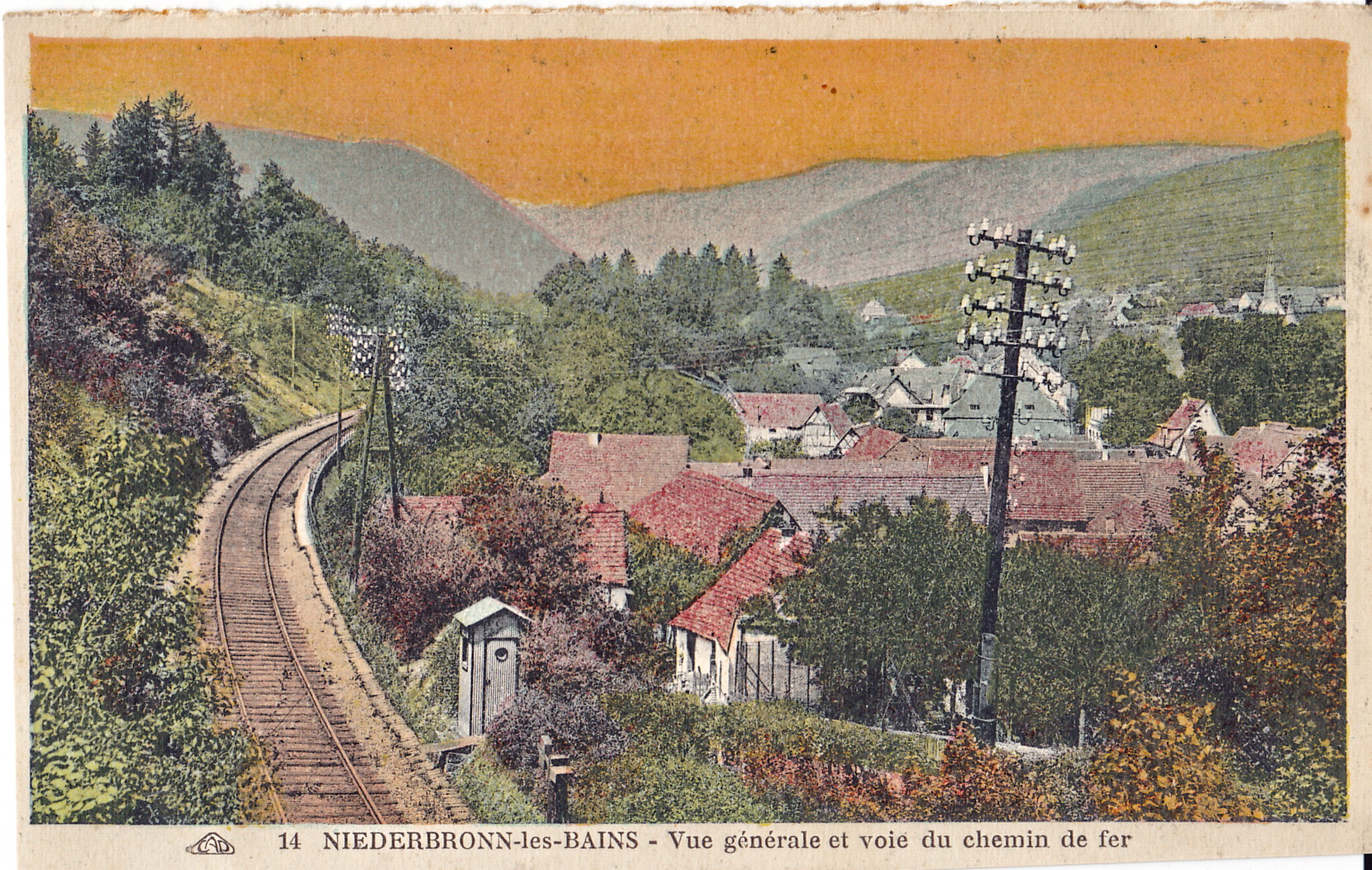
Niederbronn-les-Bains rond 1920.
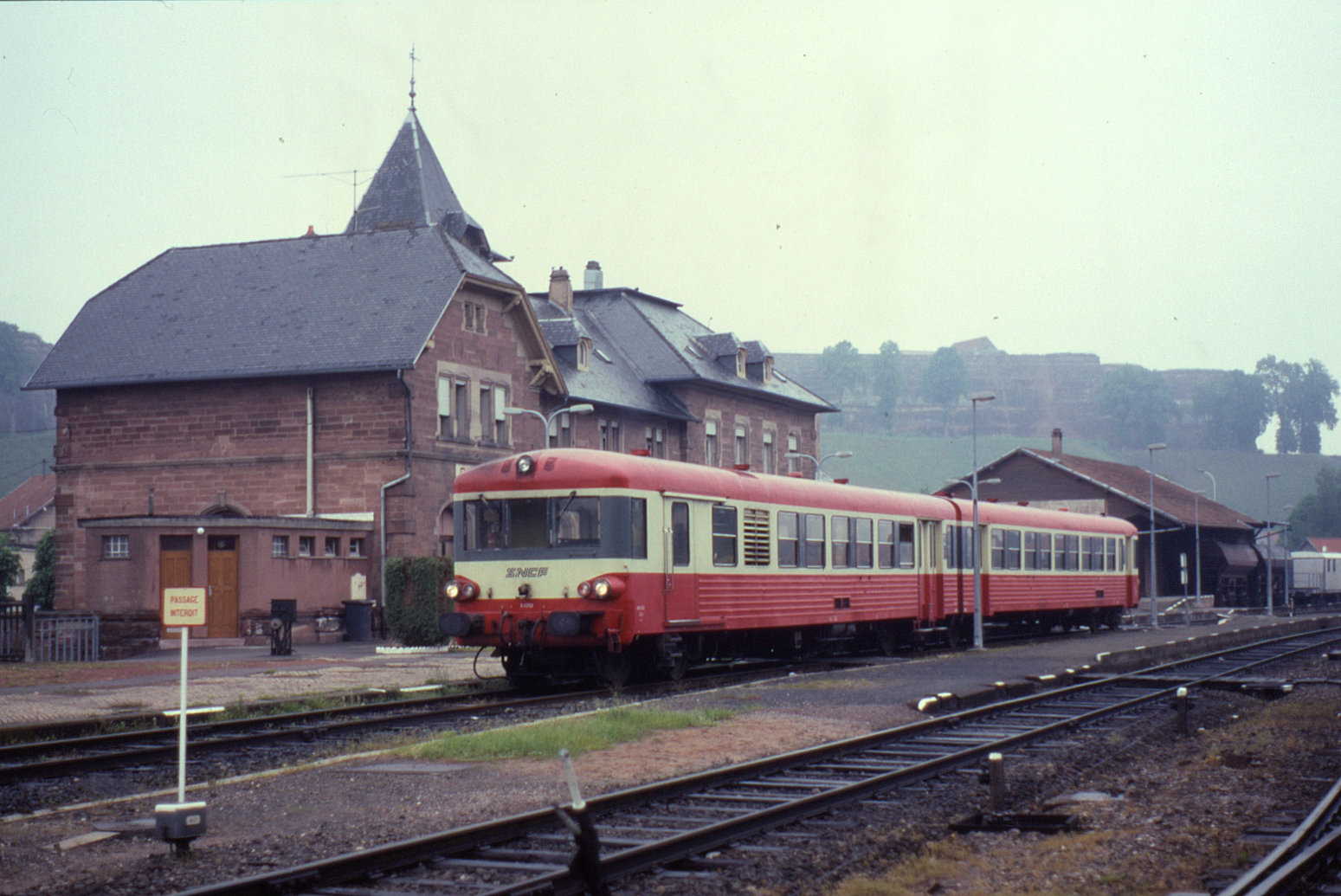
Station Bitche in 1991.